# Charles M. Gettys

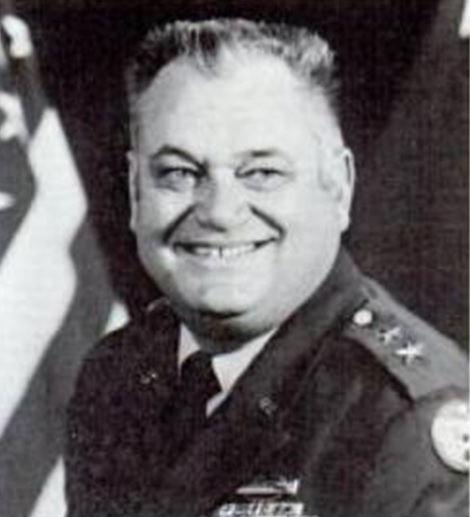
Charles M. Gettys

Charles Martin Gettys (* 1. Januar 1915 in Charlotte, Mecklenburg County, North Carolina; † 20. November 1982 im Walter-Reed-Militärkrankenhaus, Bethesda, Maryland) war ein Generalmajor der United States Army. Er war unter anderem Kommandeur der 23. Infanteriedivision die auch unter dem Namen Americal Division (für American, New Caledonian Division) bekannt ist.
Über das ROTC-Programm der Clemson University gelangte Gettys im Jahr 1936 in das Offizierskorps des US-Heere, wo er aber zunächst der Reserve angehörte. Erst im Jahr 1940 wurde er zum aktiven Militärdienst herangezogen. In der Folge durchlief er alle Offiziersränge vom Leutnant bis zum Zwei-Sterne-General.
Im Lauf seiner militärischen Karriere absolvierte Gettys verschiedene Kurse und Schulungen. Dazu gehörten unter anderem das Command and General Staff College und ein Studium an der University of Michigan.
Während des Zweiten Weltkriegs diente er unter anderem in einer Einheit der 71. Infanteriedivision, die auf dem europäischen Kriegsschauplatz eingesetzt war. Für seine militärischen Leistungen wurde er mit dem Orden Silver Star ausgezeichnet. Nach dem Krieg bekleidete Charles Gettys verschiedene Offiziersstellen innerhalb und außerhalb der Vereinigten Staaten. So war er unter anderem in Ecuador als Berater bei der dortigen amerikanischen Militärmission. Andere Auslandseinsätze führten ihn nach Südkorea, Italien und Deutschland.
Am 1. Juli 1965 erreichte Gettys mit seiner Beförderung zum Brigadegeneral die Generalsränge. Von 1966 bis 1968 war er Stabsoffizier in verschiedenen Funktionen bei den Joint Chiefs of Staff. Am 23. Juni 1968 übernahm er das Kommando über die 23. Infanteriedivision, die im Vietnamkrieg eingesetzt war. In dieser Funktion trat er die Nachfolge von Samuel W. Koster an. Gettys blieb bis zum 1. Juni 1969 Kommandeur dieser Division.
In den Jahren 1969 und 1970 war er Stabsoffizier im Heeresministerium, wo er eine Abteilung der Personalverwaltung leitete (Director of Individual Training, Office of Army Deputy Chief of Staff Personnel). Daran schloss sich eine erneute Versetzung nach Vietnam an. Dort war er bis 1971 Stabschef beim Hauptquartier der amerikanischen Truppen das die Bezeichnung Military Assistance Command, Vietnam trug. Danach wurde er Oberbefehlshaber der U. S. Army, Alaska. Dieses Amt behielt er bis zum Eintritt in den Ruhestand im Jahr 1973.
Charles Gettys verbrachte seinen Lebensabend in Washington, D.C. Er starb am 20. November 1982 und wurde auf dem amerikanischen Nationalfriedhof Arlington beigesetzt.

## Orden und Auszeichnungen
Charles Gettys erhielt im Lauf seiner militärischen Laufbahn unter anderem folgende Auszeichnungen:
- Army Distinguished Service Medal
- Silver Star
- Legion of Merit
- Bronze Star Medal
- Air Medal